# I. Duncan skót király
Donnchad mac Crínáin (Mai gael nyelven: Donnchadh mac Crìonain), (1001 – 1040. augusztus 14.) angolosan Duncan I, magyarul I. Duncan, gúnynevén An t-Ilgarach, „Bosszús” vagy „Beteg”, 1034-től 1040. augusztus 14-ei haláláig Skócia (Alba) királya. Apja Crínán of Dunkeld, Dunkeld örökös laikus apátja, anyja Bethóc, II. Malcolm (Máel Coluim mac Cináeda) király lánya.
Ellentétben a Shakespeare Macbeth című drámájában szereplő Duncan királlyal, a történelmi Duncan fiatal ember volt. Különösebb ellenkezés nélkül kapta meg a koronát nagyapja, Malcolm 1034. november 25-ei halálát követően. Malcolm elfogadott örököse lehetett, mivel az utódlás látszólag eseménytelenül bonyolódott le. Néhány korábbi történész, John of Fordun után, úgy véli, hogy nagyapja életében Duncan Strathclyde királya volt. A mai történészek nem fogadják el ezt a feltevést.
Egy korábbi forrás, az Alba királyainak krónikája, Duncan feleségét gael nyelven Suthen-nek nevezi. Bármi is volt a feleség neve, Duncannek legalább két fiút szült. Az idősebb, III. Malcolm (Máel Coluim mac Donnchada), 1057 és 1093 között volt király, míg a fiatalabb, III. Donald (Domnall Bán, vagy „Donalbane”), bátyját követte a trónon. Lehet, hogy Máel Muire, Atholl grófja volt Duncan harmadik fia, ez azonban bizonytalan állítás.
Talán fiatal korából következett, de Duncan uralkodásának korai szakasza teljesen eseménymentes volt. Macbeth (Mac Bethad mac Findláich) a feljegyzések szerint dux (herceg) volt, de a szövegösszefüggésből az olvasható ki, hogy egyfajta „erős ember” volt a birodalmon belül.
Duncan 1039-ben nagy sereggel indult Durham ostromára, de az expedíció katasztrofális véget ért. Duncan túlélte, és a következő évben már északra, Moray irányába vezette seregét, ez a föld azonban vélhetően Macbeth uralma alatt állt. Pitgavenynél, Elgin mellett ölték meg a Macbeth által vezetett saját emberei, valószínűleg 1040. augusztus 14-én. Először feltehetőleg Elginnél temették el, csak később tették sírba Iona szigetén.

## Fordítás
- Ez a szócikk részben vagy egészben  a   Duncan I of Scotland című angol Wikipédia-szócikk ezen változatának fordításán alapul.  Az eredeti cikk szerkesztőit annak laptörténete sorolja fel. Ez a jelzés csupán a megfogalmazás eredetét és a szerzői jogokat jelzi, nem szolgál a cikkben szereplő információk forrásmegjelöléseként.

| Előző uralkodó: II. Malcolm | Skócia uralkodója 1034–1040 | Következő uralkodó: Macbeth |